# Stuhlfelden
Stuhlfelden es un municipio situado en el distrito de Zell am See, en el estado de Salzburgo, Austria. Tiene una población estimada, a inicios de 2025, de 1554 habitantes.